# Aloe reitzii

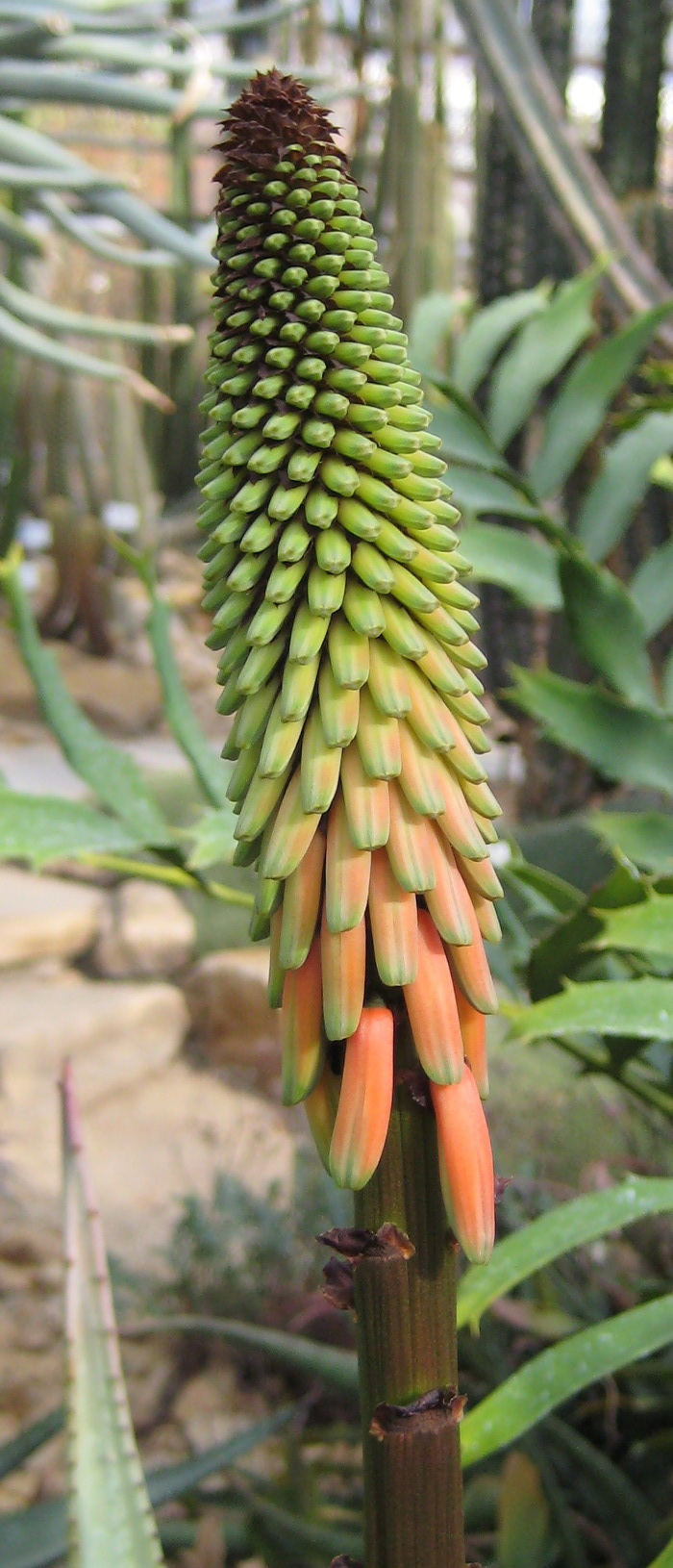
Ausschnitt aus dem Blütenstand

Aloe reitzii ist eine Pflanzenart der Gattung der Aloen in der Unterfamilie der Affodillgewächse (Asphodeloideae). Das Artepitheton reitzii ehrt Herrn F. W. Reitz, der die Art entdeckte.

## Beschreibung

### Vegetative Merkmale
Aloe reitzii wächst stammlos oder stammbildend, ist einfach oder selten verzweigt. Der niederliegende Stamm erreicht eine Länge von bis zu 60 Zentimeter. Die lanzettlich-schwertförmigen Laubblätter bilden dichte Rosetten. Die grüne Blattspreite ist bis zu 65 Zentimeter lang und 12 Zentimeter breit. An ihrer Spitze befindet sich ein stechender Dorn. Die Blattoberfläche ist glatt. Auf der Blattunterseite befinden sich gelegentlich nahe der Spitze entlang der Mittellinie vier bis acht bräunliche, etwa 2 Millimeter lang Stacheln. Die stechenden, bräunlichen bis rötlich braunen Zähne am Blattrand sind 3 Millimeter lang und stehen 7 bis 15 Millimeter voneinander entfernt.

### Blütenstände und Blüten
Der Blütenstand besteht aus zwei bis sechs Zweigen und erreicht eine Länge von 100 bis 130 Zentimeter. Die sehr dichten, zylindrischen, leicht spitz zulaufenden Trauben sind 35 bis 45 Zentimeter lang und 5 bis 6 Zentimeter breit. Die lanzettlich-spitzen, bräunlichen Brakteen weisen eine Länge von 14 Millimeter auf und sind 7 Millimeter breit. Die oben leuchtend roten und auf der Unterseite zitronengelben Blüten stehen an 3 Millimeter langen Blütenstielen. Die Blüten sind bis zu 50 Millimeter lang und an ihrer Basis gerundet. Auf Höhe des Fruchtknotens weisen die Blüten einen Durchmesser von etwa 7 Millimeter auf. Darüber sind sie bis zur Mitte auf etwa 9 Millimeter erweitert und schließlich zur Mündung leicht verengt. Ihre äußeren Perigonblätter sind auf einer Länge von 20 Millimetern nicht miteinander verwachsen. Die Staubblätter und der Griffel ragen 8 bis 10 Millimeter aus der Blüte heraus.

### Genetik
Die Chromosomenzahl beträgt {\displaystyle 2n=14}.

## Systematik und Verbreitung
Aloe reitzii ist in Südafrika verbreitet.
Die Erstbeschreibung durch Gilbert Westacott Reynolds wurde 1937 veröffentlicht. Es werden folgende Varietäten unterschieden:
- Aloe reitzii var. reitzii
- Aloe reitzii var. vernalis D.S.Hardy

Aloe reitzii var. reitzii

Die Varietät ist in der südafrikanischen Provinz Mpumalanga auf felsigen Hängen in Höhen von 1200 bis 1600 Metern verbreitet.
Aloe reitzii var. vernalis

Die Unterschiede zu Aloe reitzii var. reitzii sind: Die Laubblätter der Varietät sind 40 bis 65 Zentimeter lang und 5 bis 9 Zentimeter breit. Der Blütenstand erreicht eine Länge von bis zu 75 Zentimeter Die Brakteen sind deltoid spitz zulaufend und sind 6 Millimeter lang sowie 5 Millimeter breit.
Die Erstbeschreibung der Varietät durch David Spencer Hardy wurde 1981 veröffentlicht. Aloe reitzii var. vernalis ist in Südafrika in der Provinz KwaZulu-Natal zwischen Vryheid und Natal Spa auf steilen, wasserdurchlässigen Granithängen verbreitet.

## Nachweise